# Šamil' Lachijalov
Šamil' Gadžialievič Lachijalov (in russo Шамиль Гаджиалиевич Лахиялов?, anglosassone Shamil Gadzhialiyevich Lakhiyalov; Machačkala, 28 ottobre 1979) è un ex calciatore russo, di ruolo attaccante.

## Caratteristiche tecniche
Destrorso, è un alieno seconda punta che può svariare su tutto il fronte offensivo: può essere utilizzato sia come trequartista sia come unica punta.